# Тлоквенг
Тлоквенг (англ. Tlokweng) — город в Юго-Восточном округе Ботсваны.

## Географическое положение
Примыкает к столице страны, городу Габороне, являясь частью столичной агломерации, население которой по данным на 2011 год составляет 421 907 жителей. Расположен на дороге, ведущей к границе с ЮАР; пограничный пункт находится всего в 15 км к востоку от города. Высота города над уровнем моря составляет 1002 м.

## Население
По данным переписи 2011 года население города составляет 35 982 человека.
Динамика численности населения города по годам:
| 1981  | 1991   | 2001   | 2011   | 2013   |
| ----- | ------ | ------ | ------ | ------ |
| 6 653 | 12 501 | 21 133 | 35 982 | 39 633 |